# Makroderivat
Makroderivate sind Derivate, denen makroökonomische Größen als Basiswert zugrunde liegen, so zum Beispiel das Geschäftsklima, die Arbeitslosenquote oder das Konsumentenvertrauen.
Auktionen für ausgewählte Makroderivate wurden erstmals 2002 im Rahmen einer Kooperation von Goldman Sachs und der Deutschen Bank angeboten. Die Derivate wurden als Economic Derivatives bezeichnet. Nach dem Ausscheiden der Deutschen Bank aus dem Gemeinschaftsprojekt wandte sich Goldman Sachs an die Chicagoer Terminbörse CME, auf deren Plattform seit Herbst 2005 Makroderivate angeboten wurden. Im Juli 2007 stellte die CME den Handel mit Economic Derivatives ein.